# (129577) 1997 RA8
1997 أر أي 8 (ويعرف أيضًا باسم (129577) 1997 أر أي 8 وفق تسمية الكوكب الصغير) (بالإنجليزية: 1997 RA8)‏ هو كويكب ضمن حزام الكويكبات؛ وترتيبه 129577 من حيث الاكتشاف.
اكتُشف هذا الجُرم الفلكي بواسطة Atsushi Sugie ‏ في 9 سبتمبر 1997.

## وصلات خارجية
- (129577) 1997 RA8 في قاعدة بيانات مختبر الدفع النفاث لأجرام النظام الشمسي الصغيرة

- الاكتشاف · مخطط المدار ·  العناصر المدارية · المعلمات المادية

- (129577) 1997 RA8 على موقع ويكي سكاي: DSS2, SDSS, GALEX, IRAS, Hydrogen α, X-Ray, Astrophoto, Sky Map, Articles and images